# 秦都区
秦都区是中国陕西省咸阳市所辖的一个市辖区。咸阳市中心乐育路以西，人民路西段穿行而过。总面积为259平方公里，全区常住人口约50万人。现为咸阳市委、市政府所在地，是咸阳的政治、经济、文化中心。区人民政府駐人民路街道。

## 行政区划
秦都区下辖12个街道办事处：
人民路街道、西兰路街道、吴家堡街道、渭阳西路街道、陈杨寨街道、古渡街道、上林街道、钓台街道、马泉街道、渭滨街道、双照街道和马庄街道。

## 人口民族
根據第七次人口普查數據，截至2020年11月1日零時，秦都區常住人口為491631人。